# 八王子市立長房中学校
八王子市立長房中学校（はちおうじしりつ  ながふさちゅうがっこう）は、東京都八王子市長房町にある公立中学校。

## 概要

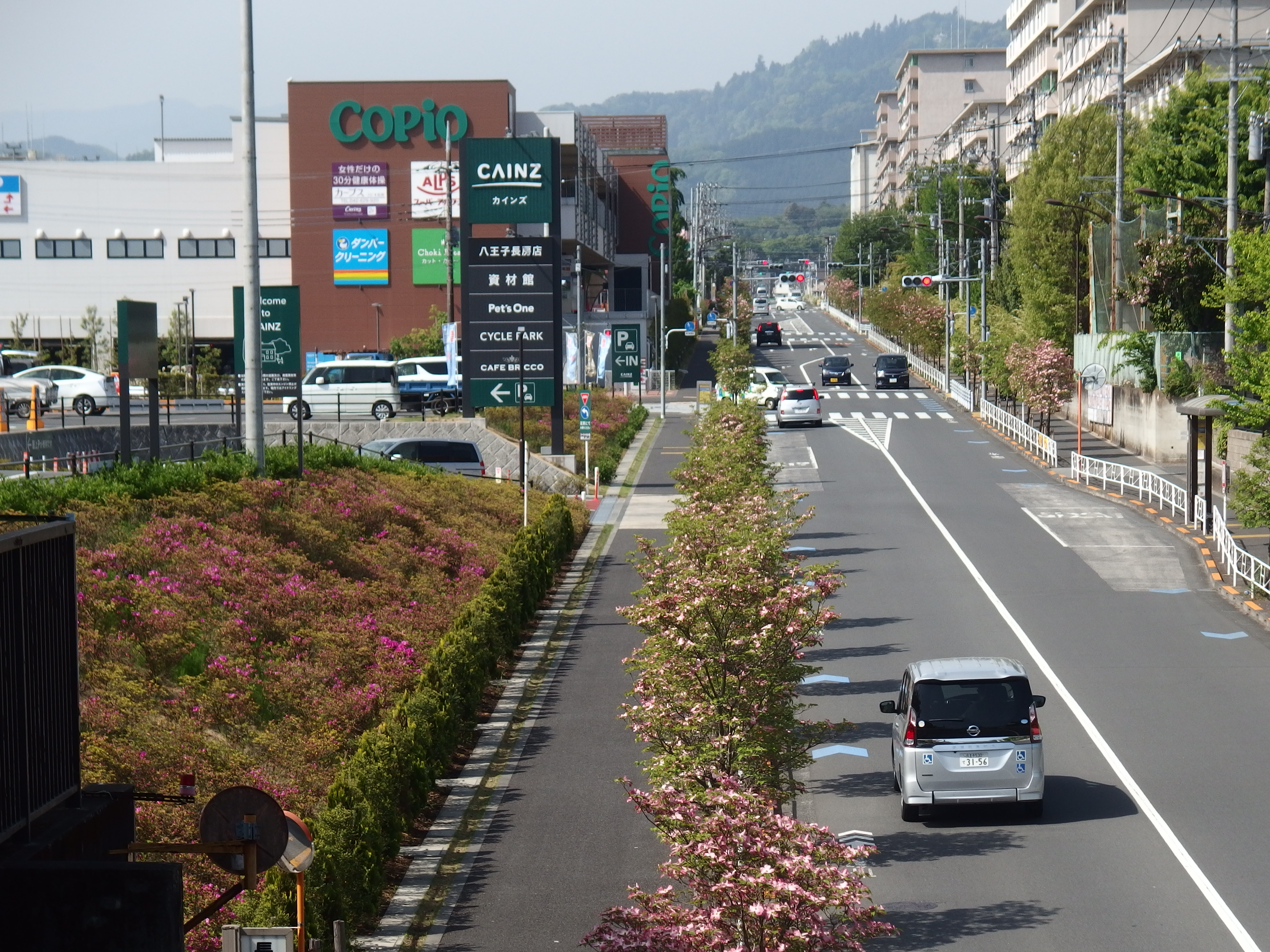
長房団地の景観
2023年4月撮影

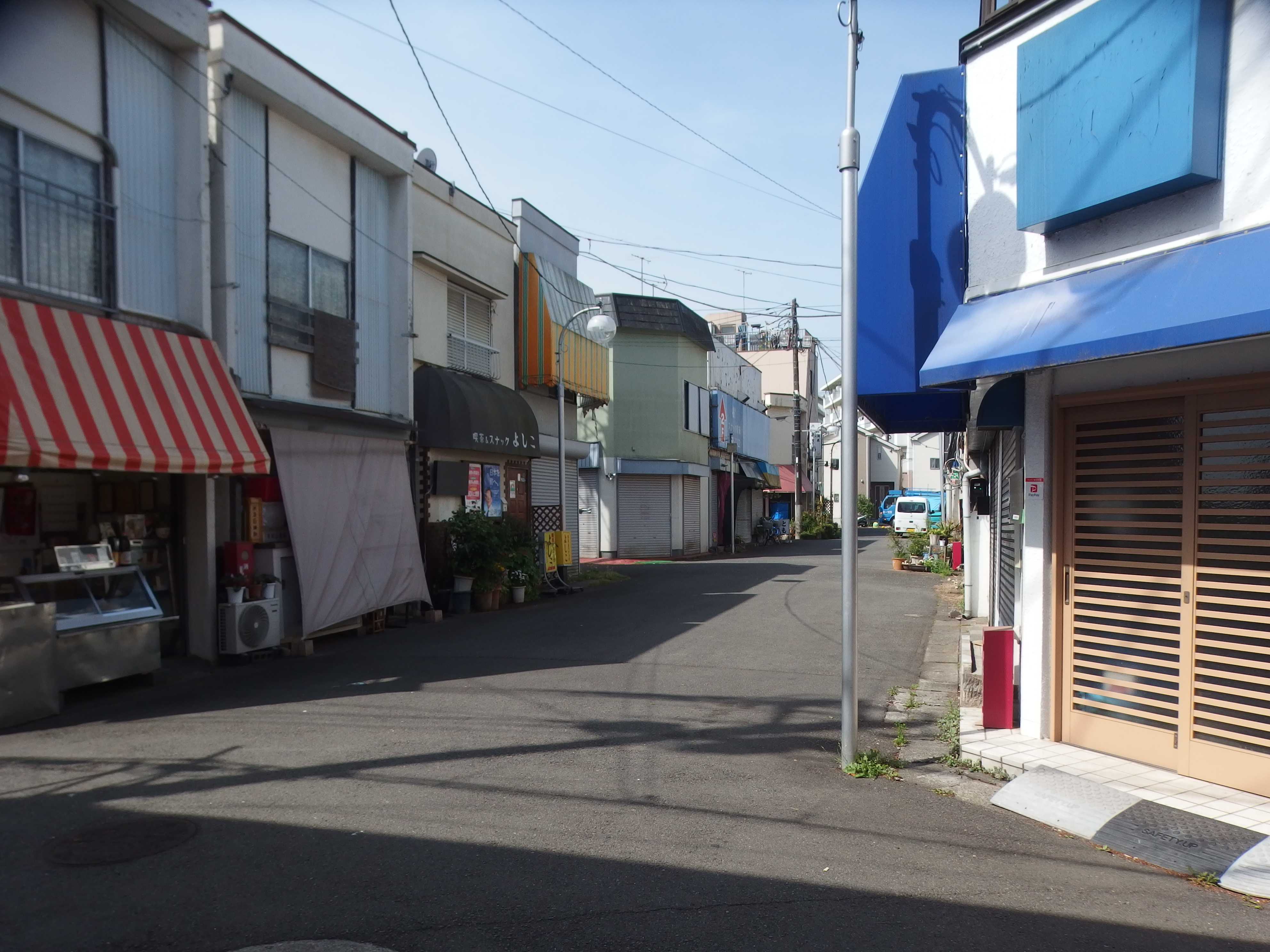
昭和の下町の写鏡、長房団地新栄商店街

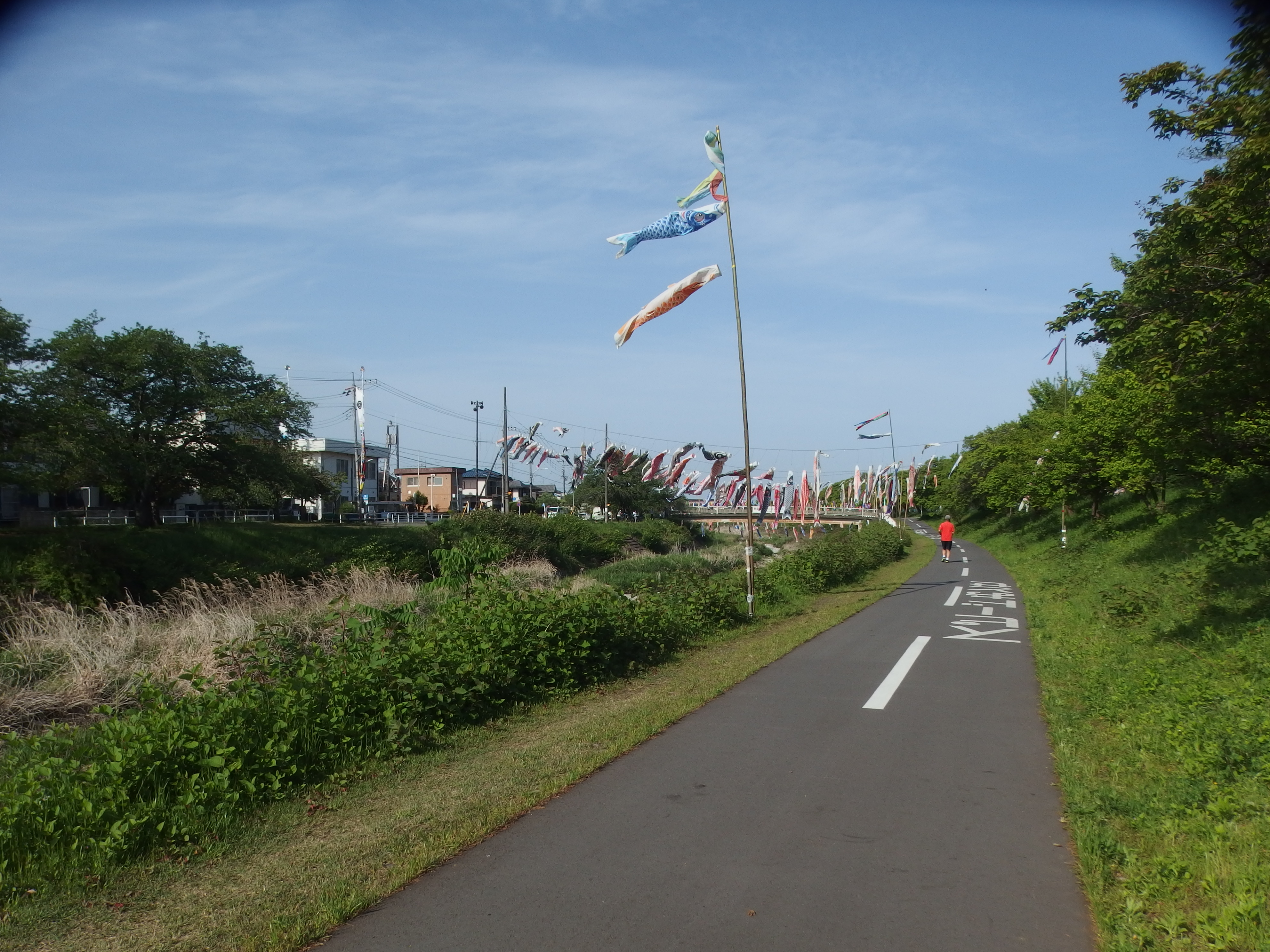
長房団地の端午の節句のお祝い

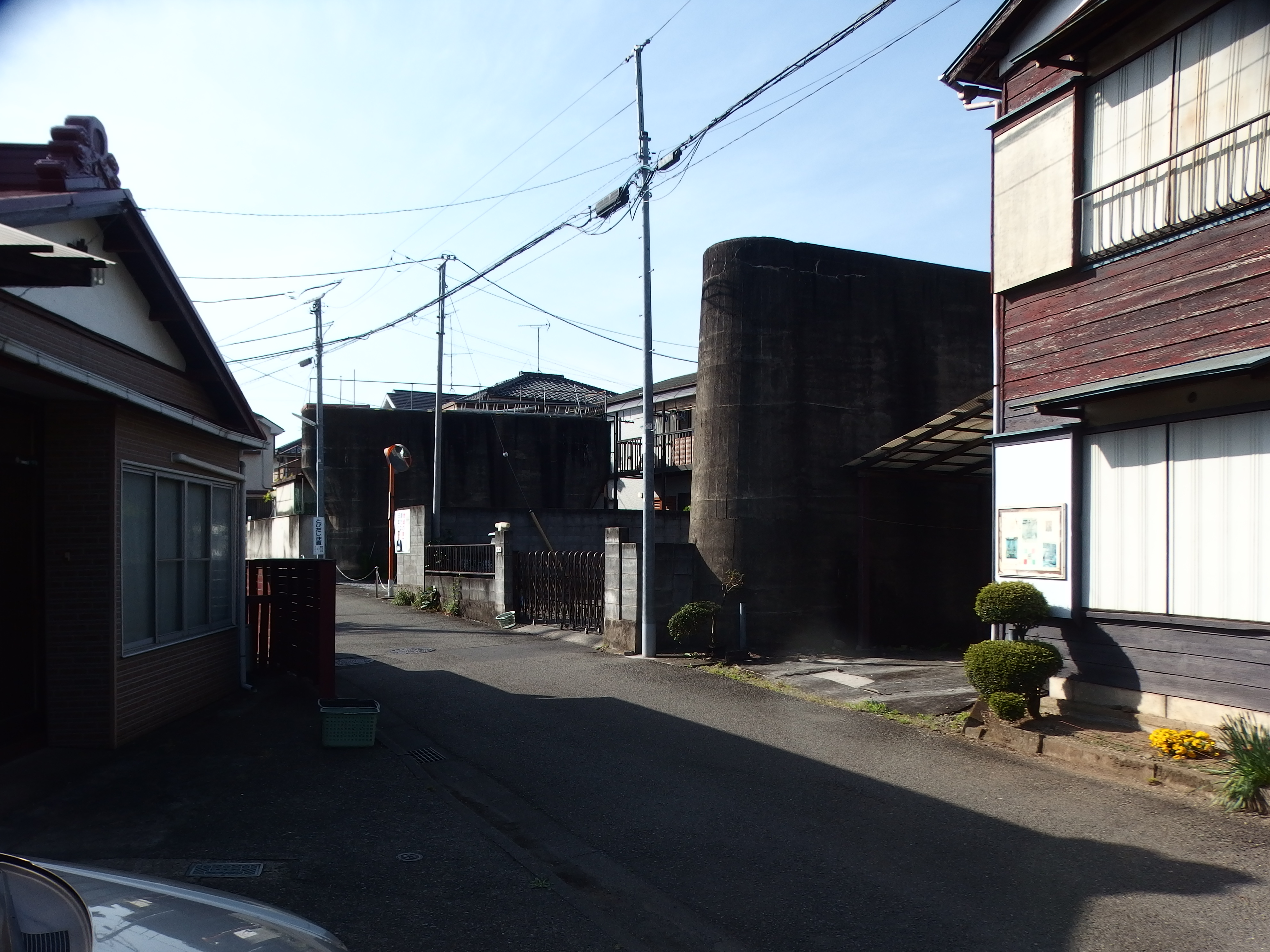
長房団地の心の支え御陵線橋脚

かつて京王御陵線の多摩御陵駅があり、東京陸軍幼年学校が建っていた場所に建つ本校のある学区は、15年前までは見渡す限り老朽化した低層団地建物が立ち並んでいた。今ではエレベーター付きの高層団地に建て替わり、外れの跡地利用で巨大なDYIショップと巨大なスーパーマーケットが進出したり、環境はドンドン変わっている。

### 学級規模
2022年現在、学級数9、生徒数233人、教職員数27人である。

## 沿革
- 1974年（昭和49年）4月1日 - 東京都八王子市立長房中学校開校。
- 1976年（昭和51年）10月1日 - 校舎増築完成。
- 1993年（平成5年）3月1日 - パソコン教室完成。